# Liste des sites Natura 2000 de la Côte-d'Or
La Côte-d'Or compte 16 sites classés Natura 2000.

## Sites classés Natura 2000

### Sites d'importance communautaire
| Site Natura 2000                                                                                    | Numéro    | Communes | Superficie (hectares) | Photo                |
| Milieux forestiers et pelouses des combes de la Cote dijonnaise                                     | FR2600956 | | 1228                  |                      |
| Milieux forestiers, prairies et pelouses de la vallée du Suzon                                      | FR2600957 | | 2790                  |                      |
| Milieux forestiers, pelouses et marais des massifs de Moloy, La Boniere et Lamargelle               | FR2600958 | | 330                   |                      |
| Milieux forestiers du Chatillonnais avec marais tufeux et sites a sabot de Venus                    | FR2600959 | | 3377                  |                      |
| Massifs forestiers de Francheville, d'Is-sur-tille et des Laverottes                                | FR2600960 | | 428                   |                      |
| Marais tufeux du Châtillonnais                                                                      | FR2600963 | | 97                    |                      |
| Pelouses et forêts calcicoles de la côte et arrière côte de Beaune                                  | FR2600973 | | 1765                  |                      |
| Étangs à littorelles et queues marécageuses, prairies marécageuses et paratourbeuses du Nord Morvan | FR2600992 | | 978                   |                      |
| Forêts, pelouses, éboulis de la vallée du Rhoin et du ravin d'Antheuil                              | FR2601000 | | 1228                  |                      |
| Forêt de ravin à la source tufeuse de l'Ignon                                                       | FR2601002 | | 77                    | La source de l'Ignon |
| Éboulis calcaires de la vallée de l'Armançon                                                        | FR2601004 | | 214                   |                      |
| Gîtes et habitats à chauves-souris en Bourgogne                                                     | FR2601012 | Avosnes, Boux-sous-Salmaise, Brain, Bussy-la-Pesle, Champrenault, Charencey, Chevannay, Dampierre-en-Montagne, Drée, Gissey-sous-Flavigny, Hauteroche, Jailly-les-Moulins, Marcellois, Massingy-lès-Vitteaux, Posanges, Roche-Vanneau, Saffres, Saint-Anthot, Saint-Hélier, Saint-Jean-de-Losne, Saint-Mesmin, Thenissey, Verrey-sous-Drée, Verrey-sous-Salmaise, Villeberny, Villeferry, Villy-en-Auxois et sur une partie du territoire des communes suivantes : Alise-Sainte-Reine, Arnay-le-Duc, Arnay-sous-Vitteaux, Athée, Aubigny-lès-Sombernon, Auxonne, Baigneux-les-Juifs, Blaisy-Bas, Blaisy-Haut, Blancey, Bligny-le-Sec, Boussey, Brazey-en-Plaine, Bussy-le-Grand, Chambeire, Chambolle-Musigny, Chassey, Civry-en-Montagne, Corpoyer-la-Chapelle, Darcey, Duesme, Flagey-Echézeaux, Flavigny-sur-Ozerain, Foissy, Frôlois, Gilly-lès-Cîteaux, Gissey-le-Vieil, Grosbois-en-Montagne, Grésigny-Sainte-Reine, Jancigny, Labergement-Foigney, Lamarche-sur-Saône, Longchamp, Losne, Marcilly-Ogny, Marcilly-et-Dracy, Marigny-le-Cahouët, Maxilly-sur-Saône, Mimeure, Motte-Ternant, Ménétreux-le-Pitois, Nuits-Saint-Georges, Orret, Poiseul-la-Ville-et-Laperrière, Poncey-lès-Athée, Pouillenay, Premières, Quemigny-sur-Seine, Saint-Prix-lès-Arnay, Saint-Sauveur, Saint-Symphorien-sur-Saône, Saint-Usage, Sainte-Colombe, Salmaise, Saulieu, Savigny-lès-Beaune, Savigny-sous-Mâlain, Sombernon, Source-Seine, Soussey-sur-Brionne, Sussey, Talmay, Thoisy-la-Berchère, Tillenay, Trouhaut, Turcey, Uncey-le-Franc, Venarey-les-Laumes, Vesvres, Vic-sous-Thil, Vieilmoulin, Villargoix, Villers-les-Pots, Villiers-le-Duc, Villotte-Saint-Seine, Vitteaux, Vonges, Vougeot, Echenon, Eguilly | 63405                 |                      |
| Forêt de Cîteaux et environs                                                                        | FR2601013 | | 13284                 |                      |

### Zones de protection spéciale
| Site Natura 2000                               | Numéro    | Communes | Superficie (hectares) | Photo |
| Arrière côte de Dijon et de Beaune             | FR2612001 |          | 60661                 |       |
| Massifs forestiers et vallées du Chatillonnais | FR2612003 |          | 58949                 |       |
| Forêt de Cîteaux et environs                   | FR2612007 |          | 13284                 |       |
| Cavité à Chauves-Souris en Bourgogne           | FR2600975 |          | 1081                  |       |